# 豊田村 (岡山県英田郡)
豊田村（とよたそん）は、岡山県英田郡にあった村。
廃止直前の豊田村は、現在の美作市猪臥、大原、北原、友野、平田、海内、山口、山外野に当たる。

## 沿革
- 1889年6月1日 - 町村制施行に伴い、英田郡猪臥村、大原村、柿ケ原村、北原村、国貞村、鈴家村、田渕村、友野村、平田村、万善村、海内村、山口村、山外野村が合併し、豊田村となる。大字大原に役場を置く。
- 1890年6月17日 - 英田郡豊田村の内、旧柿ケ原村、国貞村、鈴家村、田淵村、万善村の部分が分立し、英田郡福山村となる。
- 1953年4月1日 -英田郡林野町、楢原村、勝田郡湯郷町、豊国村と合併して美作町となる。

## 地名の読み方
- 猪臥（いぶし）
- 大原（おおばら）
- 柿ケ原（かきがはら）
- 北原（きたばら）
- 国貞（くにさだ）
- 鈴家（すずけ）
- 田渕（たぶち）
- 友野（ともの）
- 平田（ひらた）
- 万善（まんぜん）
- 海内（みうち）
- 山口（やまぐち）
- 山外野（やまとの）

## 現在の様子

### 郵便番号
※福山村の部分を除く
- 707-0031 美作市山口
- 707-0032 美作市山外野
- 707-0033 美作市大原
- 707-0034 美作市猪臥
- 707-0035 美作市平田
- 707-0036 美作市北原
- 707-0037 美作市友野
- 707-0043 美作市海内

707-004Xの残りの番号は林野町、巨勢村を参照。

### 教育
旧村内に現在教育機関なし

### 交通

#### 鉄道
旧村内を走る鉄道およびその駅なし

#### 道路

##### 高速道路
旧村内を走る高速道路なし

##### 国道
- 国道179号

##### 県道
- 主要地方道
  - 旧村内を走る主要地方道なし（福山村の範囲を含まない場合）

- 一般県道
  - 岡山県道359号樫村金屋線
  - 岡山県道360号万善美作線

### 河川・山岳

#### 河川
- 吉野川

### 寺院・神社

#### 寺院
- 遍照寺

#### 神社
- 白山神社
- 山口神社